# Seznam hlav ruského státu

Erb ruských knížat (15. století)

Znak Ruského carství (17. století)

Malý znak Ruského carství

Malý znak Ruského impéria

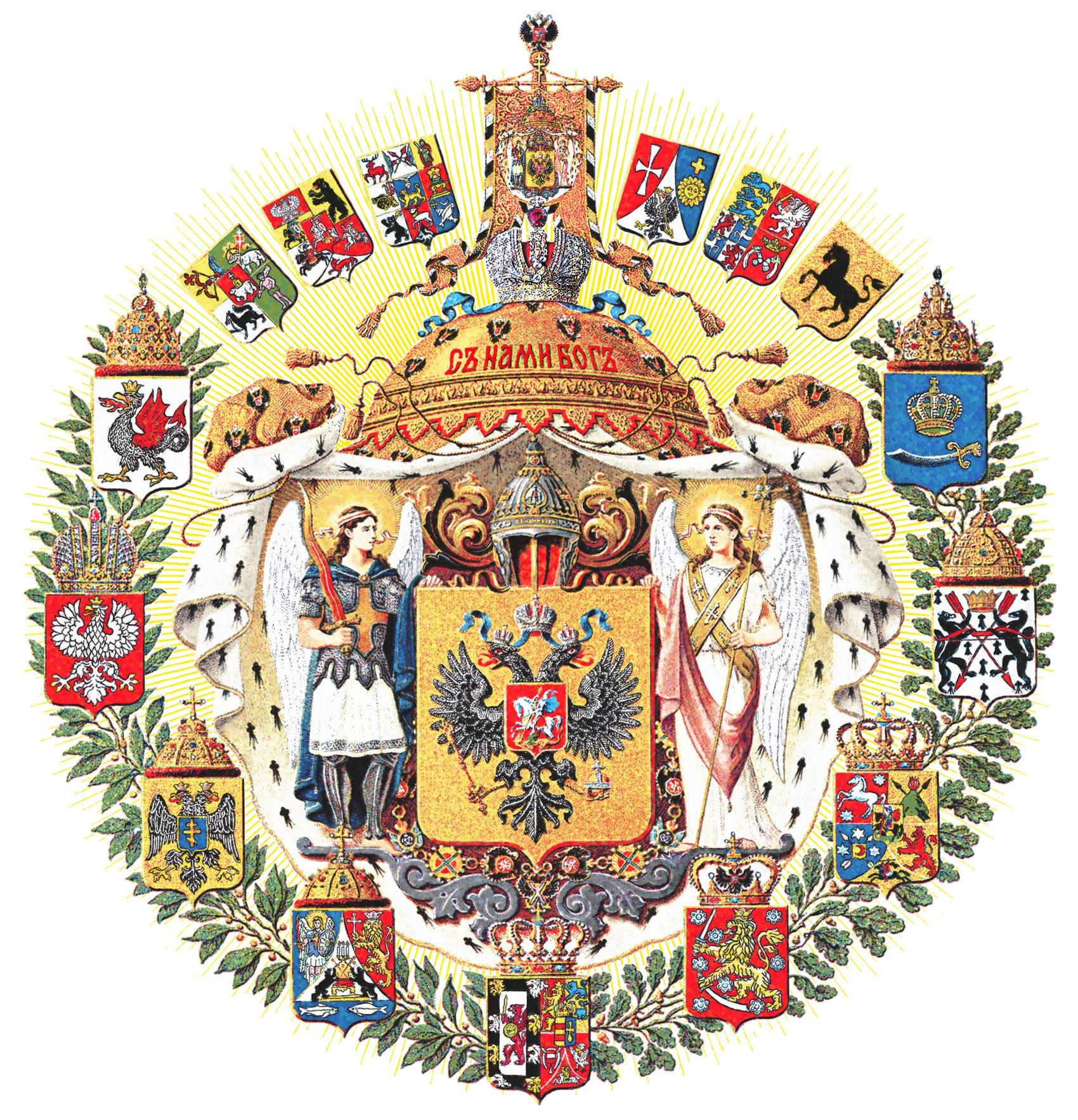
Velký znak Ruského impéria

Znak Svazu sovětských socialistických republik

Znak Ruské federace

Toto je seznam hlav ruského státu.

## Dynastie Rurikovců – knížata Kyjevské Rusi
- Rurik (862–879) – pololegendární vládce
- Oleg (882–912)
- Igor (912–945)
- Olga (945–962) – manželka Igora
- Svjatoslav I. Igorevič (962–972)
- Jaropolk I. (972–978)
- Vladimír I. Svatý (978–1015)
- Svjatopolk I. Okajannyj (1015–1019)
- Jaroslav I. Moudrý (1019–1054)
- Izjaslav Jaroslavič (1054–1068)
- Vseslav Polocký (1068–1069)
- Izjaslav Jaroslavič (1069–1073)
- Svjatoslav II. Jaroslavič (1073–1076)
- Vsevolod I. Jaroslavič (1076–1077)
- Izjaslav Jaroslavič (1077–1078)
- Vsevolod I. Jaroslavič (1078–1093)
- Svjatopolk II. Izjaslavič (1093–1113)
- Vladimír II. Monomach (1113–1125)
- Mstislav Vladimírovič (1125–1132)
- Jaropolk II. (1132–1139)
- Vjačeslav I. Kyjevský (1139)
- Vsevolod II. (1139–1146)
- Igor II. Olegovič (1146)
- Izjaslav II. Mstislavič (1146–1154)
- Izjaslav III. (1154–1155)
- Jurij I. Dolgorukij (1155–1157)

Po roce 1157 došlo k rozpadu Kyjevské Rusi na menší samostatná knížectví, mezi nimiž přední postavení zaujímalo Knížectví suzdalské (později rostovsko-suzdalské a vladimirsko-suzdalské), kam přenesl své sídlo kníže Jurij Dolgorukij. Kníže Andrej Bogoljubskij následně přesídlil do Vladimiru.

## Veliká knížata vladimirská (dříve rostovsko-suzdalská nebo vladimirsko-suzdalská)
- Jurij I. Dolgorukij (1125–1157), též kníže kyjevský
- Andrej Bogoljubskij (1157–1174)
- Michail Vsevolodovič (1174–1176)
- Vsevolod III. Velké hnízdo (1176–1212)
- Jurij II. Vsevolodovič (1212–1216)
- Konstantin Vsevolodovič (1216–1218)
- Jurij II. Vsevolodovič (1218–1238)
- Jaroslav Vsevolodovič (1238–1246), též perejaslavsko-zalesský, novgorodský a kyjevský kníže
- Svjatoslav Vsevolodovič (1246–1248)
- Michail Jaroslavič zvaný Chorobrit (1248)
- Andrej Jaroslavič (1249–1252)
- Alexandr Něvský (1252–1263), též novgorodský kníže
- Jaroslav III. Jaroslavič (1263–1272), též tverský kníže
- Vasilij Jaroslavič (1272–1276), též kostromský kníže
- Dmitrij Alexandrovič (1276/77–1281), též perejaslavsko-zalesský kníže
- Andrej Alexandrovič (1281–1283), též goroděcký kníže
- Dmitrij Alexandrovič (1283–1294), též perejaslavsko-zalesský kníže
- Andrej Alexandrovič (1283–1304), též goroděcký kníže
- Michail Jaroslavič (1304–1318), též tverský kníže
- Jurij III. Daniilovič (1318–1322, též moskevský kníže
- Dmitrij Michajlovič (1322–1326), též tverský kníže
- Alexandr Michajlovič (1326–1327), též tverský kníže
- Ivan I. Kalita (1328–1341), též moskevský kníže
- Alexandr Vasiljevič (1328–1331), též suzdalský kníže
- Semjon Hrdý (1341–1353), též moskevský kníže
- Ivan II. Ivanovič (1353–1359), též moskevský kníže
- Dmitrij Donský (1359–1389), též (veliký) moskevský kníže

## Knížata moskevská
- Daniil Alexandrovič (1276–1303)
- Jurij III. Daniilovič (1303–1325)
- Ivan I. Kalita (1325–1341)
- Semjon Hrdý (1341–1353)
- Ivan II. Ivanovič (1353–1359)
- Dimitrij Ivanovič Donský (1359–1389)
- Vasilij I. Dmitrijevič (1389–1425)
- Vasilij II. Vasiljevič Temný (1425–1462)
- Ivan III. Vasiljevič Veliký (1462–1505)
- Vasilij III. Ivanovič (1505–1533)
- Jelena Glinská (1533–1538), kněžna regentka
- Ivan IV. Hrozný (1533–1547) v roce 1547 se prohlásil carem

## Ruští carové
Ivan IV. začal namísto původního označení veliký kníže moskevský a vší Rusi užívat od roku 1547 titulu car.
| Rurikovci (1547–1598)                                                          |                     |              |           |                                                   |                                                                                                   |
| Jméno                                                                          | Obrázek             | Období vlády | Život     | Rodiče                                            | Poznámky                                                                                          |
| Ivan IV. Hrozný                                                                | Ivan IV.            | 1547–1584    | 1533–1584 | Vasilij III. Jelena Glinská                       | v roce 1547 se prohlásil carem                                                                    |
| Fjodor I.                                                                      | Fjodor I.           | 1584–1598    | 1557–1598 | Ivan IV. Hrozný Anastázie Romanovna               |                                                                                                   |
| Godunovci (1598–1605)                                                          |                     |              |           |                                                   |                                                                                                   |
| Boris Godunov                                                                  | Boris Godunov       | 1598–1605    | 1552–1605 | Fjodor Ivanovič Godunov ?                         |                                                                                                   |
| Fjodor II.                                                                     |                     | 1605         | 1589–1605 | Boris Godunov Marie Skuratovová                   | svržen Lžidmitrijem                                                                               |
| uzurpátor                                                                      |                     |              |           |                                                   |                                                                                                   |
| Lžidimitrij I. (Jurij Bogdanovič Otrepjev)                                     | Lžidimitrij I.      | 1605–1606    | 1580–1606 | Bogdan Otrepjev ?                                 | falešný car Dimitrij I.                                                                           |
| Šujští Rurikovci (1606–1610)                                                   |                     |              |           |                                                   |                                                                                                   |
| Vasilij IV.                                                                    | Vasilij IV. Šujskij | 1606–1610    | 1552–1612 | Ivan Andrejevič Šujskij Anna Fjodorovna           |                                                                                                   |
| Interregnum v letech 1610 až 1612. Trůn si nárokoval polský král Vladislav IV. |                     |              |           |                                                   |                                                                                                   |
| Romanovci (1613–1721)                                                          |                     |              |           |                                                   |                                                                                                   |
| jméno                                                                          | obrázek             | období vlády | život     | rodiče                                            | poznámky                                                                                          |
| Michail I. Fjodorovič                                                          | Michail I.          | 1613–1645    | 1596–1645 | Fjodor Nikitič Romanov Xenie Ivanovna Šestovová   |                                                                                                   |
| Alexej I. Michajlovič                                                          | Alexej I.           | 1645–1676    | 1629–1676 | Michail I. Fjodorovič Jevdokija Strešněvová       |                                                                                                   |
| Fjodor III. Alexejevič                                                         | Fjodor III.         | 1676–1682    | 1661–1682 | Alexej I. Michajlovič Marie Iljinična Miloslavská |                                                                                                   |
| Ivan V.                                                                        | Ivan V.             | 1682–1696    | 1666–1696 | Alexej I. Michajlovič Marie Iljinična Miloslavská | vládl (nominálně) společně s bratrem Petrem, de fakto až od r. 1689                               |
| Petr I. Veliký                                                                 | Petr I. Veliký      | 1682–1721    | 1672–1725 | Alexej I. Michajlovič Natálie Naryškinová         | vládl společně s bratrem Ivanem (vlastně místo něj), de fakto až od r. 1689; od r. 1721 imperátor |

## Imperátoři
| Romanovci (1721–1725)                                 |                     |                              |           |                                                                          |                                                               |
| Jméno                                                 | Obrázek             | Období vlády                 | Život     | Rodiče                                                                   | Poznámky                                                      |
| Petr I. Veliký                                        | Petr I. Veliký      | 1721–1725                    | 1672–1725 | Alexej I. Michajlovič Natálie Naryškinová                                | syn Alexej Petrovič                                           |
| Skawrońští (1725–1727)                                |                     |                              |           |                                                                          |                                                               |
| Kateřina I. Alexejevna                                | Kateřina Alexejevna | 1725–1727                    | 1684–1727 | Samuel Skawroński ?                                                      | žena Petra Velikého                                           |
| Romanovci (1727–1740)                                 |                     |                              |           |                                                                          |                                                               |
| Petr II.                                              | Petr II.            | 1727–1730                    | 1715–1730 | Alexej Petrovič Šarlota Sofie Brunšvicko-Wolfenbüttelská                 | vnuk Petra Velikého                                           |
| Anna Ivanovna                                         | Anna Ivanovna       | 1730–1740                    | 1693–1740 | Ivan V. Praskovja Fjodorovna Saltykovová                                 |                                                               |
| Welfové (1740–1741)                                   |                     |                              |           |                                                                          |                                                               |
| Ivan VI.                                              | Ivan VI.            | 1740–1741                    | 1740–1764 | Antonín Oldřich Brunšvický Anna Leopoldovna                              | pravnuk Ivana V.                                              |
| Romanovci (1741–1762)                                 |                     |                              |           |                                                                          |                                                               |
| Alžběta Petrovna                                      | Alžběta I.          | 1741–1762                    | 1709–1762 | Petr I. Veliký Kateřina I. Alexejevna                                    |                                                               |
| Romanovsko-holštýnsko-gottorpská dynastie (1762)      |                     |                              |           |                                                                          |                                                               |
| jméno                                                 | obrázek             | období vlády                 | život     | rodiče                                                                   | poznámky                                                      |
| Petr III.                                             | Petr III.           | 5. ledna – 9. července 1762  | 1728–1762 | Karel Fridrich Holštýnsko-Gottorpský Anna Petrovna                       | synovec carevny Alžběty I., sesazen svou manželkou, zavražděn |
| Askánci (1762–1796)                                   |                     |                              |           |                                                                          |                                                               |
| Kateřina II. Veliká                                   | Kateřina II.        | 1762–1796                    | 1729–1796 | Kristián August Anhaltsko-Zerbstský Johana Alžběta Holštýnsko-Gottorpská | manželka cara Petra III.                                      |
| Romanovsko-holštýnsko-gottorpská dynastie (1796–1917) |                     |                              |           |                                                                          |                                                               |
| Pavel I.                                              | Pavel I.            | 1796–1801                    | 1754–1801 | Petr III. Ruský Kateřina II. Veliká                                      | přes svou matku byl potomkem Rurikovců[zdroj⁠?!]               |
| Alexandr I.                                           | Alexandr I.         | 1801–1825                    | 1777–1825 | Pavel I. Ruský Sofie Dorota Württemberská                                | také král polský (1815), velkokníže finský (1809)             |
| Mikuláš I.                                            | Mikuláš I.          | 1825–1855                    | 1796–1855 | Pavel I. Ruský Sofie Dorota Württemberská                                | také král polský, velkokníže finský                           |
| Alexandr II.                                          | Alexandr II.        | 1855–1881                    | 1818–1881 | Mikuláš I. Pavlovič Šarlota Pruská                                       | také velkokníže finský                                        |
| Alexandr III.                                         | Alexandr III.       | 1881–1894                    | 1845–1894 | Alexandr II. Nikolajevič Marie Alexandrovna                              | také velkokníže finský                                        |
| Mikuláš II.                                           | Mikuláš I.          | 1894 – 15. března 1917       | 1868–1918 | Alexandr III. Alexandrovič Marie Fjodorovna                              | abdikoval, také velkokníže finský                             |
| Michal II.                                            | Michail II.         | 15. března – 16. března 1917 | 1878–1918 | Alexandr III. Alexandrovič Marie Fjodorovna                              | odmítl být hlavou státu                                       |

## Předsedové Prozatímní vlády Ruska
- Georgij Jevgenjevič Lvov (1917)
- Alexandr Fjodorovič Kerenskij (1917)

## Sovětské Rusko a Sovětský svaz
Představitelé sovětského Ruska a Sovětského svazu viz Seznam představitelů Sovětského svazu.

## Prezidenti Ruské federace
- Boris Nikolajevič Jelcin (1991–1999)
- Vladimir Vladimirovič Putin (2000–2008), do května 2000 úřadující prezident
- Dmitrij Anatoljevič Medvěděv (2008–2012)
- Vladimir Vladimirovič Putin – od r. 2012